# Le Renégat (Le Scrameustache)
Pour les articles homonymes, voir Le Renégat.
Le Renégat est la douzième histoire de la série Le Scrameustache de Gos. Elle est publiée pour la première fois du no 2279 au no 2289 du journal Spirou, puis en album en 1982.
Le Galaxien ayant triché à l'élection du prince des Galaxiens est en prison, où il côtoie Patarsort, le chef des Kromoks. Ensemble, ils s'évadent vers Tamoul.

## Personnages
- Khéna
- Le Scrameustache
- Le Rénégat
- Les Galaxiens
- Les frères Zoltic et Zoltac
- Patarsort